# Dobre (Baschtanka)
Dobre (ukrainisch Добре; russisch Доброе Dobroje) ist ein Dorf in der ukrainischen Oblast Mykolajiw mit ca. 1640 Einwohnern.
Das 1852 gegründete Dorf liegt 12 km südlich vom Rajonzentrum Baschtanka und etwa 75 km nordöstlich vom Oblastzentrum Mykolajiw.
Am 12. September 2016 wurde das Dorf ein Teil der Stadtgemeinde Baschtanka; bis dahin bildete es zusammen mit dem Dorf Nowojehoriwka (Новоєгорівка) die Landratsgemeinde Dobre (Добренська сільська рада/Dobrenska silska rada) im Zentrum des Rajons Baschtanka.